# Black Night
Pour l’article ayant un titre homophone, voir Black Knight.
Singles de Deep Purple
Hallelujah (I Am the Preacher)
(1969) Strange Kind of Woman
(1971)
Black Night est une chanson du groupe de hard rock britannique Deep Purple sortie en 1970.
Elle sort en single en juin 1970 pour promouvoir l'album In Rock, sur lequel elle n'apparaît pourtant pas, et rencontre un grand succès des deux côtés de l'Atlantique : no 2 au Royaume-Uni, no 66 aux États-Unis. Le groupe l'intègre rapidement à son répertoire live, généralement en guise de rappel.

## Classements
| Classement (1970-71)                   | Meilleure place |
| -------------------------------------- | --------------- |
| Afrique du Sud (Springbok Charts)      | 6               |
| Allemagne (Media Control AG)           | 2               |
| Autriche (Ö3 Austria Top 40)           | 4               |
| Belgique (Flandre Ultratop 50 Singles) | 6               |
| États-Unis (Billboard Hot 100)         | 66              |
| France (SNEP)                          | 7               |
| Norvège (VG-lista)                     | 2               |
| Pays-Bas (Single Top 100)              | 8               |
| Royaume-Uni (UK Singles Chart)         | 2               |
| Suisse (Schweizer Hitparade)           | 1               |

| Classement (1970) | Meilleure place |
| ----------------- | --------------- |
| France (SNEP)     | 30              |

## Musiciens
- Ritchie Blackmore : guitare
- Ian Gillan : chant
- Roger Glover : basse
- Jon Lord : orgue
- Ian Paice : batterie